# Alexander von der Goltz (Schriftsteller)
Freiherr Alexander Friedrich Philipp Wilhelm von der Goltz (* 7. Mai 1800 in Königsberg in Preußen; † 28. April 1870 in Koblenz) war preußischer Offizier und Schriftsteller.

## Herkunft
Er entstammt der Linie Leißienen aus dem Haus Sortlack (bei Friedland) der Familie Goltz. Seine Eltern waren der Generalmajor Alexander Wilhelm von der Goltz (1774–1820) und dessen Ehefrau Johanna Karoline Hay (* 23. Juni 1779; † 12. Februar 1813).

## Leben
Er verlebte seine Jugend hauptsächlich in Königsberg. Anschließend begann er wie viele seiner Familie eine Militärkarriere in preußische Dienste. Er kam 1817 in das Dragonerregiment Nr. 7, welches damals zu den Okkupationstruppen in Frankreich gehörte. Goltz besuchte dann von Herbst 1821 bis 1824 die Allgemeine Kriegsschule in Berlin. Anschließend wurde er nach Köln und dann nach Düsseldorf versetzt, wo er von 1828 bis 1830 Lehrer der Divisionsschule wurde. Von dort kam er 1835 als Adjutant zum Generalkommando des 3. Armeecorps nach Koblenz. Im Jahr 1844 wurde er zum Major befördert. Später hatte er einen schweren Unfall mit einem Pferd, daraufhin nahm er 1850 seinen Abschied, den er mit dem Charakter als Oberstleutnant erhielt.
Nach seinem Abschied zog er nach Berlin und begann sich mit wissenschaftlichen Studien zu beschäftigen. Sein Lehrer Woltmann hatte ihn in jungen Jahren schon für Geschichte interessiert. Mittelpunkt seiner Forschungen bildete jahrelang das Leben und die Entwicklung des Philosophen Thomas Wizenmann, eines Freundes des Philosophen Friedrich Heinrich Jacobi. 1859 konnte er sein Werk veröffentlichen. Er schrieb und veröffentlichte weiter, darunter Reise Lavaters ins Wuppertal und das Zusammentreffen von Goethe, Jung-Stilling, Heinse, Hasencamp und Lavater in Elberfeld. Er litt seit 1856 an einem Augenleiden, das sich immer weiter verschlimmerte und ihn allmählich zwang auf Schreiben und Lesen verzichten.
Seine Arbeit wird von ADB (Allgemeine Deutsche Biographie) als zuverlässig und sauber bezeichnet.

## Familie
Er heiratete Anna (Johanne) Marie Ottilie Goebel (* 30. Juni 1804; † 22. Mai 1864), die Schwester des Theologen Maximilian Goebel. Das Paar hatte mehrere Kinder:
- Alexander Georg Theodor Karl (* 13. Juli 1832; † 24. November 1912), Jurist und Politiker ⚭ Albertine Mathilde Auguste Charlotte von Sommerfeld (1835–1906)
- Hermann Alexander Georg Maximilian (* 17. März 1835; † 25. Juli 1906), evangelischer Theologe und Kirchenpolitiker ⚭ Anna Helene Bernhardine Elise Friederike von Delius (1837–1909)
- Theodor Alexander Georg Ludwig (* 10. Juli 1836; † 6. November 1905), Agrarwissenschaftler ⚭ Freiin Berta Agnes Therese Theodora Karoline Wilhelmine Ferdinande von der Goltz (* 29. März 1838; † 27. Dezember 1901)

## Werke
- „Thomas Wizenmann. Ein Beitrag zur Geschichte des inneren Glaubenskampfes christlicher Gemüther in der zweiten Hälfte des 18. Jahrhunderts“ Band 1, Band 2
- Leben des Pastors Müller zu Wichlinghausen bei Barmen, (Manuskript lag Stadtarchiv zu Barmen)
- „Ein Freundeskreis und sein Verkehr am Rhein im Jahre 1774“, in Jahrbuch des rheinisch-westfälischen Schriftenvereins, Band III, S. 94–122
- Statistische Darstellung des Kreises Mettmann unter Berücksichtigung der Jahre 1859, 1860 u. namentlich der stastist. Erhebungen im Jahre 1861